# ATRI -My Dear Moments-
《ATRI -My Dear Moments-》는 《그리자이아의 과실》 비주얼 노벨을 개발한 프런트윙과 마쿠라가 개발한 2020년 비주얼 노벨 게임이다. 《이 넓은 하늘에, 날개를 펼치고》 비주얼 노벨을 쓴 콘노 아스타가 각본을 맡았다. 배급은 일본의 애니메이션 및 음악 프로덕션 기업 애니플렉스의 브랜드 ANIPLEX.EXE가 맡았다. 이 비주얼 노벨은 2020년 6월 19일에 전 세계적으로 윈도우용으로 스팀을 통해 디지털로 출시되었다. 나중에 2021년 12월 16일, 이 게임은 안드로이드, iOS, 닌텐도 스위치 장치용으로 일본에서 iMel에 의해 출시되었다.
자코의 일본 만화 각색판이 카도카와 쇼텐의 콤프틱 잡지를 통해 2022년 10월 연재를 시작했으며 트로이카의 일본의 애니메이션 텔레비전 시리즈 방영판이 2024년 7월 14일부터 방영되고 있다.

## 스토리
원인 불명의 해면 상승에 의해, 지표의 대부분이 바다에 가라앉은 가까운 미래가 무대.
어린 시절의 사고로 인해 한쪽 다리와 어머니를 잃어버린 소년 이카루가 나츠키는 할머니가 살았던 해변의 시골 마을로 옮겨 살았다. 하지만 할머니가 죽어 몸을 잃은 그에게는 할머니가 가지고 있던 잠수함과 빚이 남게 된다.
할머니의 유산을 찾아 해저의 창고에서 발견한 것은 인간으로 보이는 로봇 아트리였다.

## 등장인물
이카루가 나츠키(斑鳩夏生)
성우 - 오노 켄쇼
아트리(アトリ)
성우 - 아카오 히카루
카미시로 미나모(神白水菜萌)
성우 - 타카하시 미나미
노지마 류지(野島竜司)
성우 - 호소야 요시마사
캐서린(キャサリン)
성우 - 히카사 요코
나나미 리리카(名波凜々花)
성우 - 하루노 안즈

## 스태프
- 기획·시나리오 - 콘노 아스타
- 원안·캐릭터 디자인 - 유사노, 모토욘
- 음악 - 마츠모토 후미노리
- 아트 디렉터 - 스카지
- 연출 - Yow
- 배경 - 와잇슈
- 제작(制作) - 프런트윙, 마쿠라
- PV 애니메이션 제작 - CloverWorks
- 제작(製作) - ANIPLEX.EXE

## 주제가
光放て！
노래 - 야나기 마미 / 작사 - 콘노 아스타 / 작곡·편곡 - 마츠모토 후미노리

## 미디어 믹스

### 만화
자코가 그린 코미컬라이즈가 2022년 10월 7일부터 2025년 2월 10일까지 카도카와 쇼텐의 《콤프틱》에서 연재되었다.

### 애니메이션
2022년 9월, Aniplex Online Fest 2022 이벤트에서 텔레비전 애니메이션 제작이 발표되었다. 2024년 7월부터 10월까지 방송되었다.

#### 스태프
- 원작 - ANIPLEX.EXE
- 스토리 원안 - 콘노 아스타
- 캐릭터 원안 - 유사노, 모토욘
- 감독 - 카토 마코토
- 시리즈 구성·각본 - 하나다 줏키
- 캐릭터 디자인·총작화 감독 - 사토 미치오
- 프롭 디자인 - 사토 미치오, 에마 카즈타카, 馬詠喬, 무라야마 미나미
- 미술 감독 - 나이토 타케시
- 미술 설정 - 타키구치 카츠히사
- 색채 설계 - 시노하라 마리코
- CG 디렉터 - 이구치 미츠타카
- 촬영 감독 - 카토 토모노리
- 편집 - 미기야마 쇼타
- 음향 감독 - 아케타가와 진
- 음악 - 마츠모토 후미노리
- 음악 제작 - 애니플렉스
- 프로듀서 - 카타오카 유키, 亢越
- 애니메이션 프로듀서 - 나가노 토시유키, 오카무라 시게히사
- 애니메이션 제작 - TROYCA
- 제작 - TV 애니 "ATRI -My Dear Moments-" 제작위원회(애니플렉스, bilibili)

#### 주제가
あの光
노기자카46에 의한 오프닝 테마. / 작사 - 아키모토 야스시 / 작곡·편곡 - BASEMINT
YESとNOの間に
22/7에 의한 엔딩 테마. / 작사 - YU-JIN, SHIN / 작곡·편곡 - YU-JIN
Dear Moments
아트리(아카오 히카루)에 의한 제6화 엔딩 테마. / 작사 - 콘노 아스타 / 작곡·편곡 - 마츠모토 후미노리
光放て！
야나기 마미에 의한 제13화 엔딩 테마. / 작사 - 콘노 아스타 / 작곡·편곡 - 마츠모토 후미노리

#### 에피소드 목록
| 화수   | 제목                                                  | 그림 콘티                             | 연출                                    | 작화 감독 | 총작화 감독                                         | 방송일          |
| ------ | ----------------------------------------------------- | ------------------------------------- | --------------------------------------- | --- | --------------------------------------------------- | --------------- |
| Log 01 | うみのゆりかごへ 바다의 요람으로                      | 카토 마코토                           | 카토 마코토                             | 사토 미치오 | -                                                   | 2024년 7월 14일 |
| Log 02 | 暖かな景色をふたりで 따뜻한 경치를 둘이서             | 벳쇼 마코토 카토 마코토               | 와타나베 마리에 카토 마코토             | 오가와 마유미 카토 리카 쿠로다 나오히사 코니시 사키 타카하시 사에코 니시다 미츠히로 마츠모토 마사코 마루오카 코지                                                                               | 사토 미치오                                         | 7월 21일        |
| Log 03 | ヒットマン・ザコ・スクール 히트맨, 조무래기, 스쿨     | 하야시 히로키                         | 하기와라 유리 미야기 히로토 카토 마코토 | 이토 아츠시 쿠스다 사토루 사쿠라이 코노미 사쿠라이 타쿠로 타마키 노리히코 하테 Cerberus Suwarin Promjutikanon NEW ANI 動画 리테라 픽처스                                                        | 사토 미치오 스즈키 이사무 모리시타 치에             | 7월 28일        |
| Log 04 | カニとデンキは大事 게와 전기는 소중해                 | 시가 쇼코                             | 시가 쇼코                               | 마스이 잇페이 야마모토 케이코 한승희 | 사토 미치오 오쿠다 아츠시 모리시타 치에             | 8월 4일         |
| Log 05 | 夜灯の中で笑って 등불 안에서 웃어줘                   | 쿠로키 미유키                         | 타마가와 히마리                         | 이케다 히로아키 오카자키 히로미 카토 리카 쿠로다 나오히사 코니시 사키 니시다 미츠히로 하야시 카나 馬詠喬 마루오카 코지 明光                                                                     | 사토 미치오 오쿠다 아츠시 모리시타 치에             | 8월 11일        |
| Log 06 | 僕のあたまの中の歌 내 머릿속의 노래                   | 카토 마코토                           | 모리타 아로 카토 마코토                 | 이케다 히로아키 오카자키 히로미 오가와 마유미 카토 리카 쿠로다 나오히사 코이즈미 히로유키 코니시 사키 타카하시 사에코 후지요시 유카리 馬詠喬 마루오카 코지 무라야마 미나미 모로이시 미유키 明光 | 사토 미치오 오쿠다 아츠시 모리시타 치에             | 8월 18일        |
| Log 07 | ロボ子・ザ・デート 로봇 양 the 데이트                 | 하야시 히로키                         | 미카모토 야스미 카토 마코토             | 에바라 사유리 오가와 마유미 키타지마 유키 나가하마 무츠키 | 사토 미치오 오쿠다 아츠시 하야시 카나 모리시타 치에 | 8월 25일        |
| Log 08 | 波打つ夜が来て 파도치는 밤이 와                       | 하야시 히로키                         | 타마가와 히마리                         | 이케다 히로아키 오카자키 히로미 코이즈미 히로유키 馬詠喬 마루오카 코지 무라야마 미나미 明光 MABUS ANIMATION                                                                                     | 사토 미치오 오쿠다 아츠시 하야시 카나 모리시타 치에 | 9월 1일         |
| Log 09 | 深淵に落ちる足 심연에 떨어지는 다리                   | 아오키 에이                           | 미즈노 미모리                           | 오카자키 히로미 오가와 마유미 코이즈미 히로유키 코니시 사키 타카하시 사에코 마루오카 코지 무라야마 미나미 모로이시 미유키                                                                       | 사토 미치오 오쿠다 아츠시 하야시 카나 모리시타 치에 | 9월 8일         |
| Log 10 | やがて雨は止んで 이윽고 비는 그치고                   | 아오키 에이 카토 마코토               | 타마가와 히카리 카토 마코토             | 이케다 히로아키 오카자키 히로미 오가와 마유미 쿠로다 나오히사 하나무라 치히로 후지요시 유카리 馬詠喬 마루오카 코지 무라야마 미나미 明光 MABUS ANIMATION                                         | 사토 미치오 오쿠다 아츠시 하야시 카나 모리시타 치에 | 9월 15일        |
| Log 11 | 残夏のしらせと君の音 늦더위 소식과 너의 소리          | 시가 쇼코 카토 마코토 하야시 히로키   | 키도 카즈야 미카모토 야스미             | 나가하마 무츠키 薩摩夢 키타지마 유키 | 사토 미치오 오쿠다 아츠시 하야시 카나 모리시타 치에 | 9월 22일        |
| Log 12 | 約束の地への切符 약속의 땅행 티켓                     | 하야시 히로키                         | 하야시 히로키                           | 이케다 히로아키 오카자키 히로미 오가와 마유미 코니시 사키 타카하시 사에코 馬詠喬 마루오카 코지 무라야마 미나미 모로이시 미유키 明光                                                             | 사토 미치오 오쿠다 아츠시 하야시 카나 모리시타 치에 | 9월 29일        |
| Log 13 | 時よ止まれ、お前は美しい 시간이여 멈춰라, 넌 아름다워 | 카토 마코토 아오키 에이 하야시 히로키 | 카토 마코토 미즈노 미모리               | 이케다 히로아키 오카자키 히로미 오가와 마유미 쿠로다 나오히사 코니시 사키 타카하시 사에코 니시다 미츠히로 하나무라 치히로 馬詠喬 마루오카 코지 모로이시 미유키 明光                             | 사토 미치오 오쿠다 아츠시 하야시 카나 모리시타 치에 | 10월 6일        |